# Amparo Poch y Gascón
Amparo Poch y Gascón (ur. 15 października 1902 w Saragossie, zm. 15 kwietnia 1968 w Tuluzie) – hiszpańska lekarka, pisarka, poetka oraz aktywistka anarchistyczna i pacyfistyczna. Działała w czasie hiszpańskiej wojny domowej, a także w latach poprzedzających ją.
Współzałożycielka – razem z Lucíą Sánchez Saornil oraz Mercedes Comaposadą – Wolnych Kobiet i dyrektorka pomocy społecznej w Ministerstwie Zdrowia i Pomocy Społecznej mianowana przez Federica Montseny.
Obracała się także w kręgach pacyfistycznych. Poch y Gascón była współliderką, wraz ze swoim kolegą José Brocca, Liga Española de Refractarios a la Guerra. W czasie hiszpańskiej wojny domowej działała w Orden del Olivo (Zakon Gałązki Oliwnej), hiszpańskim ramieniu Międzynarodówki Oporu Wojennego, który pomagał ofiarom wojny.

## Działalność medyczna
Amparo Poch y Gascón uzyskała dyplom z biologii i medycyny w 1929. Następnie kontynuowała naukę, m.in. zapisując się do Stowarzyszenia Medycznego w Saragossie. Tam promowała kwestie higieny i ustalała priorytety zdrowotne na poziomie krajowym. Skupiała się przede wszystkim na opiece nad matką/dzieckiem od urodzenia, starając się tym samym zmniejszyć śmiertelność przy urodzeniach w mieście. W grudniu 1931 opublikowała Cartilla de Consejos a las Madres (Księgę Porad dla Matki), podkreślając odpowiednie wybory stylu życia w czasie ciąży dla zdrowego rozwoju i laktacji. W maju 1934 przeprowadziła się do Madrytu, gdzie otworzyła klinikę medyczną dla kobiet i dzieci. Klinika ta znajdowała się w samym sercu Madrytu, gdzie była najbardziej dostępna dla ogółu społeczeństwa. Ze względu na pracę Poch i jej zespołu, śmiertelność wśród dzieci w Madrycie spadła w 1936, zaledwie rok po wdrożeniu Kliniki Medycznej w dzielnicy Puente de Vallecas. Po sukcesie pierwszej kliniki, pasją i celem Poch stało się stworzenie bardziej dostępnych ośrodków sanitarnych i punktów medycznych. Stało się to nawet ważniejsze po rozpoczęciu wojny domowej, ponieważ mimo że była pacyfistką, stała się mówczynią oporu antymonarchicznego, a nawet orędowniczką anarchizmu.

## Pisma
Tworzyła publikacje w wielu różnych formach, w tym poezję, eseje, powieści, broszury, magazyny i gazety. Podczas gdy wszystkie one służyły celom politycznym, Poch osobliwie pisała o doświadczeniu bycia Hiszpanką w sercu wojny domowej. Jej powieść – Amor opowiada historię malarza; poprzez nią autorka przedstawiła swoje zainteresowanie anarchizmem i nonkonformizmem. Jej wytrwałość w publikowaniu kontrowersyjnych artykułów i wierszy w czasie wojny domowej była negatywnie postrzegana przez wielu, którzy uważali, że omawianie kwestii społecznych powinno zostać wstrzymane w tak śmiertelnych realiach. Podczas gdy najbardziej znana jest ze swojego magazynu Los Mujeres Libres, jej tętniąca życiem, surowa poezja miała na celu informowanie społeczeństwa o konieczności równości płci.

## Wolne Kobiety
Amparo Poch y Gascón była współzałożycielką organizacji i magazynu Wolne Kobiety (hiszp. Mujeres Libres). Była to anarchistyczną organizacja kobieca, która działała w Hiszpanii w czasie hiszpańskiej wojny domowej. Członkinie odrzucały współczesny feminizm, ponieważ uważały, że podtrzymuje on system przywilejów opartych na płci, choć inny niż obecnie. Mujeres Libres wydało czasopismo o tej samej nazwie i znacząco zaangażowało się w podnoszenie świadomości kobiet pracujących i chłopek w Hiszpanii. Grupa podkreślała i promowała rolę kobiet w pracy na rzecz rewolucji społecznej, która mogłaby przyczynić się do zwalczania seksizmu. Mujeres Libres zapewniło wsparcie dla sił antyfaszystowskich w hiszpańskiej wojnie domowej.

## Wpływ na warunki sanitarne wojny domowej

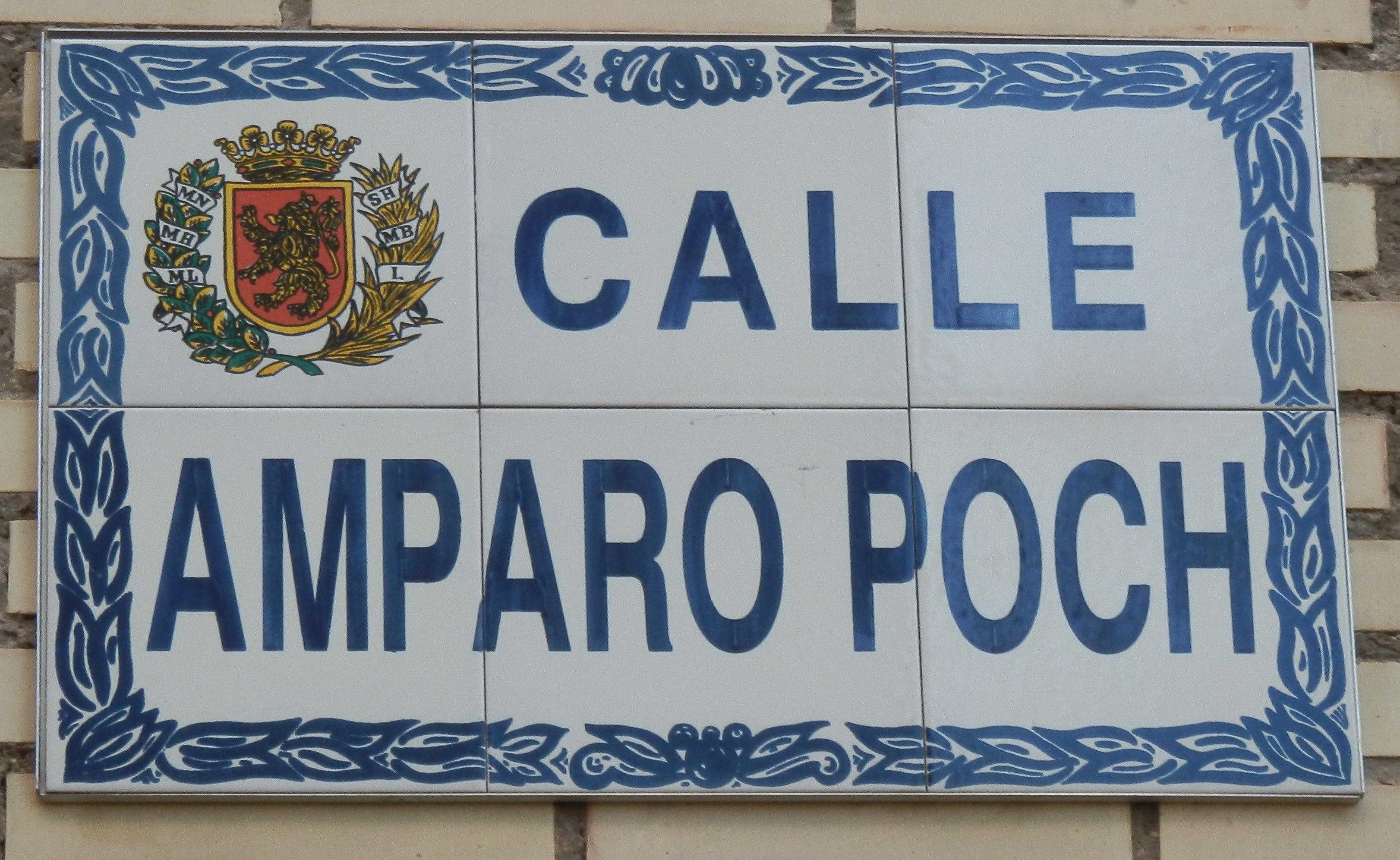
Ulica w Saragossie nazwana imieniem Amparo Poch y Gascón

Wykorzystując swój stopień naukowy i doświadczenie medyczne, była w stanie skutecznie zapewnić środki bezpieczeństwa aby pomóc w kwestiach zdrowotnych i medycznych. Widząc jak brudne są niektóre izby chorych dla żołnierzy, uznała, że zasługują na coś lepszego. Nawet będąc pacyfistką, zaangażowała się w ruch antyfaszystowski. W 1936 wstąpiła nawet do dziewiątego Batalionu Pułku Anioła Pastaña Partii Syndykalistycznej. Było tam 1486 „milicjantów”, z czego 83 stanowiły kobiety. Jej naturalna potrzeba uzdrawiania innych nie pozwoliła jej przetrwać zbyt długo. Resztę wojny spędziła jako lekarka milicji. 26 sierpnia 1936 weszła w skład Rady Ochrony Sierot Obrońców Republiki, utworzonej przez Ministerstwo Informacji Publicznych. Mając uznanie, wraz z nieporównywalnym doświadczeniem w pracy na obrzeżach hiszpańskiej wojny domowej, była w stanie szerzyć swój wpływ poprzez nauczanie. W Barcelonie Poch poprowadziła program szkoleniowy, ucząc innych ratowania i opiekowania się rannymi żołnierzami. Instruowała dowódców ruchu oporu wojskowego, szkoląc ich z ochrony zdrowia – od kwestii asfiksji, traumatyzmu, krwotoków, nawet po transfuzję krwi.

## Na wygnaniu
Po zwycięstwie faszystów w wojnie domowej Amparo Poch y Gascón została zmuszona do ucieczki do Francji w 1939. Spędziła resztę swojego życia jako uchodźczyni we Francji, pracując głównie przy drobnych pracach, aby związać koniec z końcem. Przez całą II wojnę światową kontynuowała swoje wsparcie dla sił antyfaszystowskich, po czym powróciła do praktykowania medycyny we Francji. Nigdy nie mogła powrócić do Hiszpanii z powodu reżimu Francisco Franco. Zmarła w 1968 w Tuluzie.